# محمد نور (عالم أحياء)

محمد نور  (بالإنجليزية: Mohamed Noor)‏ هو أستاذ في قسم علم الأحياء في جامعة ديوك متخصص في علوم التطور والوراثيات والجينوم وكان يشغل منصبَين دوريّين هما رئيس القسم واستاذ إيرل د. مكلين.
حصل نور على شهادة البكلوريوس من كلية وليام وماري عام 1992 والدكتوراه من جامعة شيكاغو عام 1996 تزامنا مع دراسته كباحث ما بعد الدكتوراه في جامعة جامعة كورنيل ما بين عامي 1996 و 1998. يتخصص نور في تطور ذبابة الفاكهة (دروسوفيلا) وتضمنت طرق أبحاث فريقه الخارطة الجينية التقليدية فضلا عن تحاليل كامل تسلسلات الحمض النووي للجينوم.
كان نور أحد أوائل العلماء الذين أظهروا الانتواع بالتجربة عن طريق الانعزال التكاثري، أي كنتيجة للانتخاب الطبيعي تتباعد تفضيلات التزاوج ضد التهجين الضار وتقلل انسياب المورثات بين الأنواع. ساهم نور كذلك في تطوير انموذج تسهِّل فيه مناطقُ ذات إعادةِ تركيبٍ مقيَّدٍ (عند الانقلابات الصبغية مثلا) بقاءَ الأنواع المهجِّنة.
حصل نور على ميدالية داروين-والاس من الرابطة اللينية في لندن وكذلك على جوائز في التدريس والاشراف من مؤسسته كما أنه يقدم درسا على الإنترنت في علوم الجينوم والتطور.